# Le Grand Secret (John Dickson Carr)
Pour l’article homonyme, voir Le Grand Secret.
Le Grand Secret (titre original : Most Secret) est un roman historique et un roman d'espionnage de John Dickson Carr paru en 1964.
Ni Henri Bencolin, ni Gideon Fell, ni Henry Merrivale, les trois détectives récurrents de cet auteur, n'apparaissent dans ce roman.
L'action du roman se déroule en Angleterre en 1670 et évoque la politique secrète du roi Charles II d'Angleterre en relation avec le roi Louis XIV. Le récit est censé être rapporté par écrit en juin 1815 par Richard Kinsmere, le petit-fils du héros (Rowdy Kinsmere), 150 ans après les événements relatés.

## Personnages
- Colonel Richard Kinsmere : narrateur du récit.

### Personnages principaux
- Roderick (« Rowdy ») Kinsmere : jeune gentilhomme anglais, héros du récit.
- Charles II : roi d'Angleterre.
- Bygones Abraham : diplomate anglais.
- Pembroke (« Pem ») Harker : capitaine d'un régiment de Dragons.
- Dorothy (« Dolly ») Landis : actrice de théâtre ; maîtresse officielle de Pembroke Harker et maîtresse officieuse du roi Charles II.

### Personnages secondaires
- Roger Stainley : banquier londonien.
- Tom Killigrew : directeur d'une troupe de théâtre.
- Bully : escroc.

## Résumé
Le roman comporte 18 chapitres.
Le colonel Richard Kinsmere raconte en juin 1815 l'histoire de son grand-père, Roderick (« Rowdy ») Kinsmere. L'histoire a été recueillie et mise par écrit par Mme Darlington.
En mai 1670, alors que son père vient de mourir, Rowdy Kinsmere quitte son village natal du Somerset et se rend à Londres pour y récupérer son héritage et y prendre un emploi à la Cour. Il est muni d'une petite somme d'argent, de son cheval et d'une bague sur laquelle est monté un saphir, léguée par le père défunt. Quatre ans auparavant, la moitié de Londres avait brûlé et l'on est en pleine reconstruction.
Rowdy Kinsmere se rend donc au palais du duc de Buckingham mais se rend vite compte que la foule des quémandeurs est si importante qu'il a guère de chance de décrocher une audience le jour même avec le duc. Il rencontre par hasard Roger Stainley, le banquier qui gère à Londres le fortune familiale. L'homme lui propose son aide pour un hébergement en urgence mais Rowdy décline l'invitation. Il se rend alors au palais royal où il croise un homme hargneux (qu'on apprendra plus tard être Pembroke (« Pem ») Harker, capitaine d'un régiment de Dragons) qui le heurte violemment. L'accrochage dégénère en une promesse de duel qui aura lieu le soir même à 23 h sur les docks. Mais l'altercation a eu un témoin : Bygones Abraham, un diplomate anglais. Celui-ci apprend à Rowdy que lui-aussi a rendez-vous le même soir, à la même heure et au même endroit pour un duel à l'épée avec Harker. Bygones Abraham suppose qu'il ne s'agit pas de coïncidence, et en veut pour preuve le fait que Rowdy porte à son doigt la bague au saphir. Il se trouve que Bygones Abraham et Harker sont possesseurs de bagues identiques, qui sont le signe de reconnaissance de leur qualité secrète de porteurs secrets de messages du roi. Comment Rowdy peut-il être en possession d'une troisième bague ? En tout cas, il semble évident que Harker a défié Bygones Abraham en raison de sa bague et de sa qualité de messager secret, et qu'ayant aperçu la même bague à la main de Rowdy, il en a profité pour le défier à un duel. Ayant échangé ces informations, Bygones Abraham propose à Rowdy d'aller voir le roi lors d'une représentation théâtrale au cours de laquelle la jolie actrice de théâtre Dorothy (« Dolly ») Landis sera présente.

## Éditions
- États-Unis
  - Éd. Harper & Row, octobre 1964.

- Royaume-Uni
  - Éd. Hamish Hamilton, Londres, novembre 1964.

- France
  - Éd. Librairie des Champs-Élysées, coll. « Le Masque » no 2318, 1997.

## Source bibliographique
- Roland Lacourbe, John Dickson Carr : scribe du miracle. Inventaire d'une œuvre, Amiens, Encrage, 1997, p. 95.